# Serranus (költő)
Serranus (1. század - 2. század) római költő
Életéről mindössze annyit tudunk, hogy epikus költő volt, s igen nagy szegénységben élt. Juvenalis tesz említést róla szatíráinak hetedik könyvében (7, 80), munkáiból még töredékek sem maradtak fenn.[forrás?]